# Crotalaria minutissima
Crotalaria minutissima är en ärtväxtart som beskrevs av Baker f.. Crotalaria minutissima ingår i släktet sunnhampor, och familjen ärtväxter. Inga underarter finns listade i Catalogue of Life.